# Aleksandr Tret'jakov
Aleksandr Vladimirovič Tret'jakov (in russo Александр Владимирович Третьяков?, traslitterazione anglosassone Alexander Vladimirovich Tretyakov; Krasnojarsk, 19 aprile 1985) è uno skeletonista russo, medaglia d'oro olimpica a Soči 2014 e di bronzo a Vancouver 2010, vincitore del titolo mondiale individuale nel 2013 e di due trofei di Coppa del Mondo (nel 2008/09 e nel 2018/19).
Insieme alla britannica Elizabeth Yarnold è l'unico atleta ad essersi aggiudicato almeno una volta tutti e cinque i trofei internazionali più prestigiosi (olimpiadi, mondiali, europei, mondiali juniores e Coppa del Mondo).

## Biografia
Soprannominato The Russian Rocket per le sue qualità velocistiche dimostrate nella fase di partenza delle gare, Tret'jakov iniziò a competere nel 2002. Ha gareggiato per alcune stagioni nei circuiti minori di Coppa Intercontinentale e Coppa Nordamericana e in quest'ultima competizione ha raggiunto il secondo posto in classifica generale nel 2013/14. Si distinse nelle categorie giovanili vincendo tre medaglie ai mondiali juniores tra cui due d'oro conquistate a Igls 2006 e ad Igls 2008, nel mezzo l'argento conseguito ad Altenberg 2007.

### Coppa del Mondo

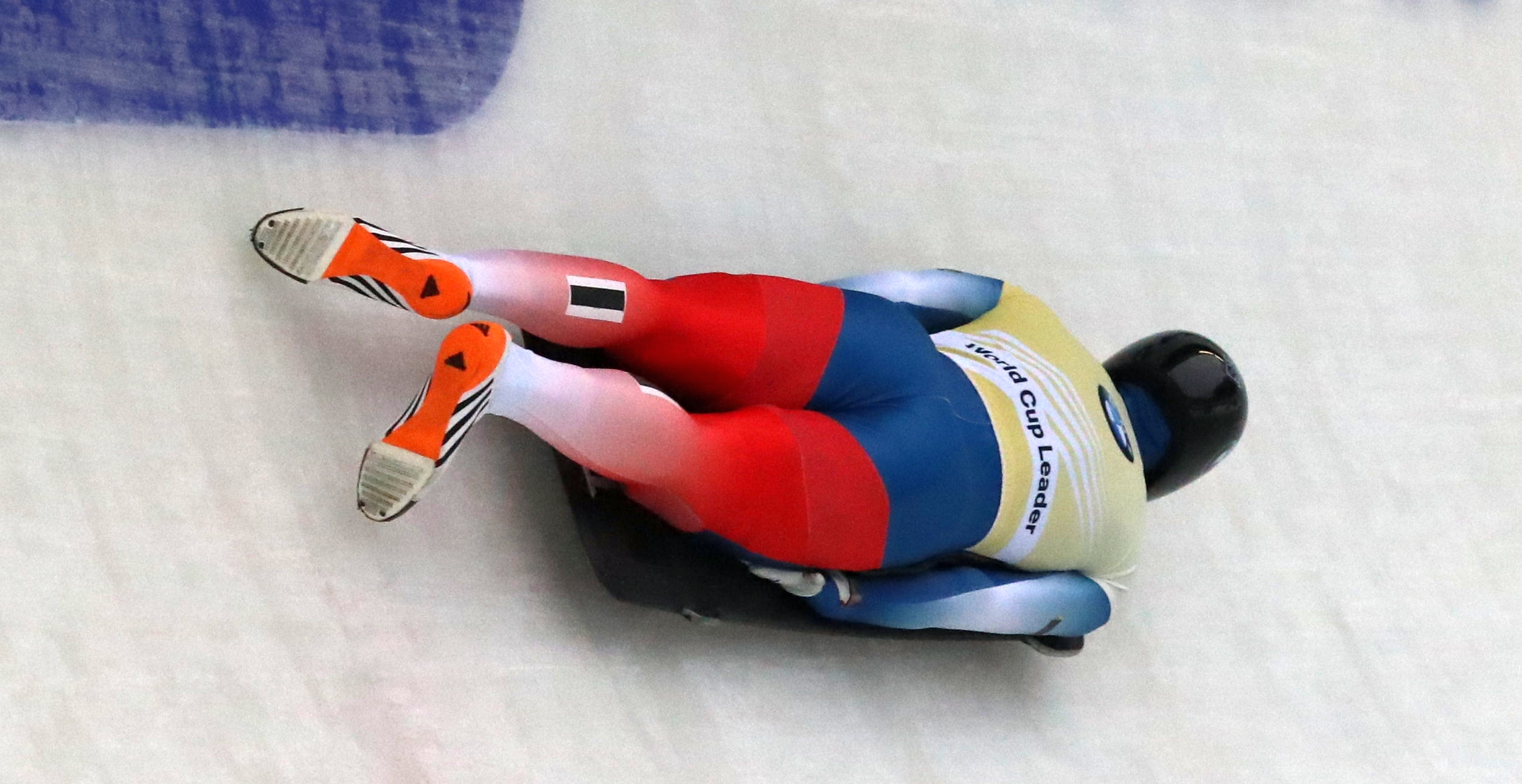
Tret'jakov in gara ad Altenberg nel 2019

Debuttò in Coppa del Mondo nella stagione 2004/05, ottenendo il suo primo podio il 30 novembre 2006 a Calgary, dove si piazzò secondo nel singolo, e la sua prima vittoria il 19 gennaio 2007 a Igls. 
Ha trionfato in classifica generale nel 2008/09, l'ultimo ad aggiudicarsi la Coppa di cristallo prima del dominio del lettone Martins Dukurs, vincitore dei successivi otto trofei; bissò il successo dieci anni dopo nel 2018/19.

### Giochi olimpici

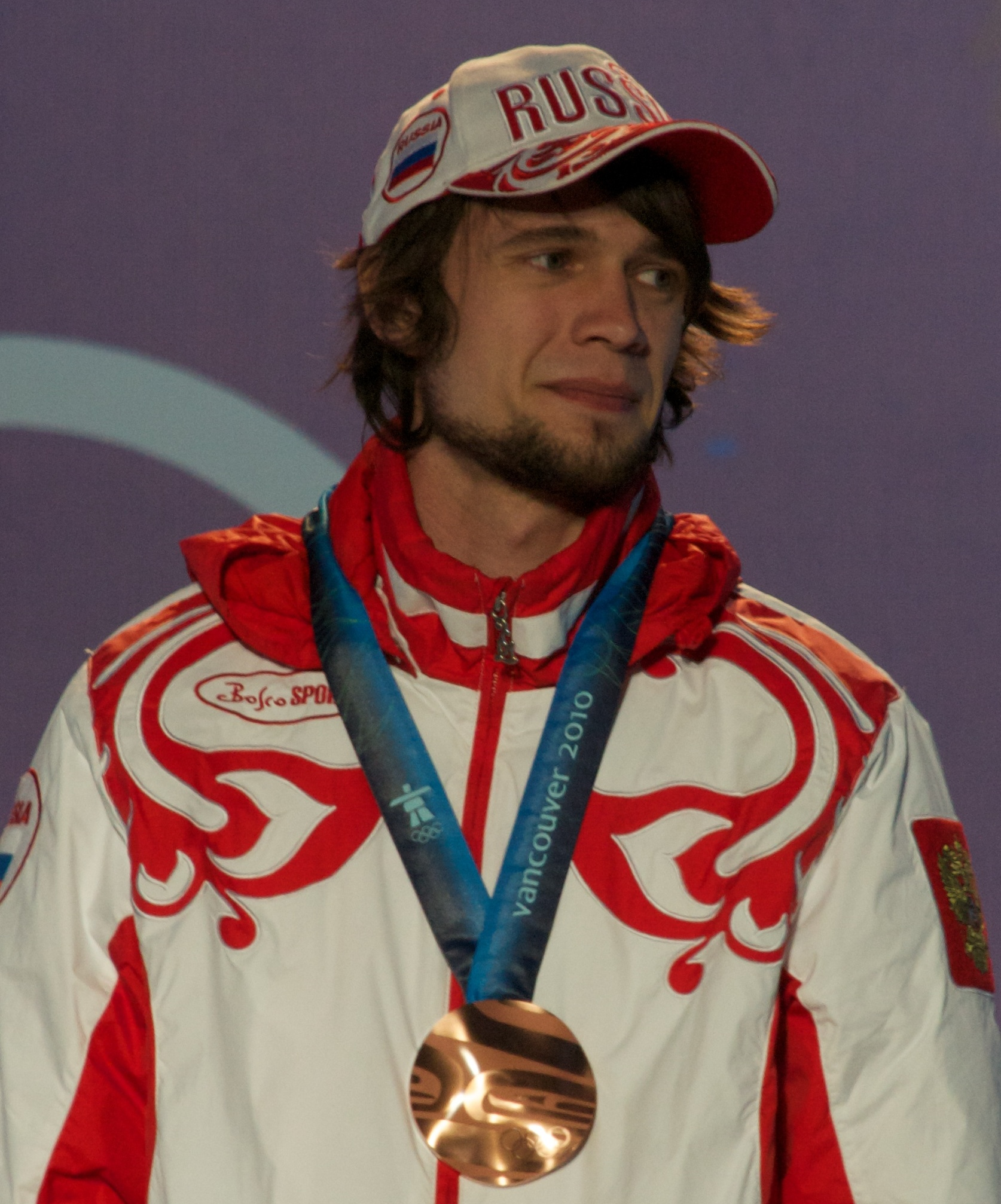
Tret'jakov con la medaglia di bronzo conquistata a Vancouver 2010

Prese parte a tre edizioni dei giochi olimpici invernali: a Torino 2006 si classificò quindicesimo nel singolo; a Vancouver 2010 vinse invece la medaglia di bronzo, sopravanzato dall'atleta di casa Jon Montgomery (oro) e da Martins Dukurs (argento). 

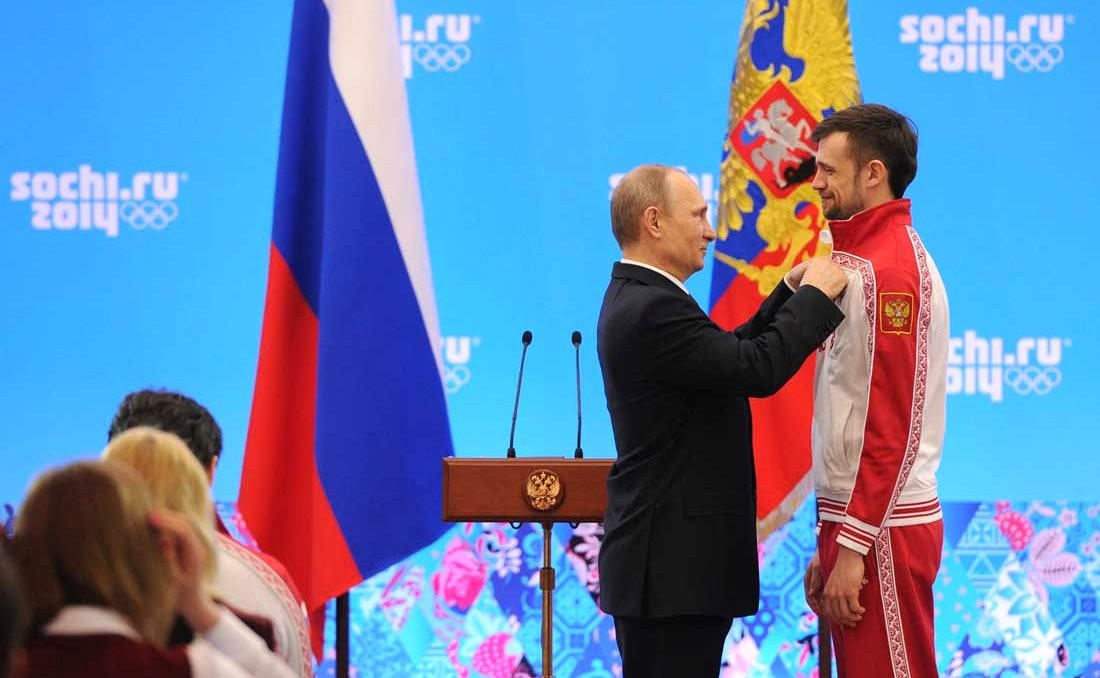
Tret'akov a Soči il 24 febbraio 2014 mentre viene premiato dal presidente russo Vladimir Putin con l'onorificenza dell'Ordine dell'Amicizia

Nell'edizione casalinga di Soči 2014 conquistò la medaglia d'oro, stavolta sopravanzando Martins Dukurs, favorito iniziale per la vittoria, e lo statunitense Matthew Antoine; tuttavia il 22 novembre 2017 la commissione disciplinare del Comitato Olimpico Internazionale prese atto delle violazioni alle normative antidoping compiute da Tret'jakov in occasione delle Olimpiadi di Soči, annullando conseguentemente il risultato ottenuto, obbligandolo a restituire la medaglia ricevuta e proibendogli di partecipare a qualunque titolo a future edizioni dei Giochi olimpici. Successivamente il 1º febbraio 2018 il Tribunale Arbitrale dello Sport ha accolto il ricorso presentato dall'atleta russo revocando così tutte le sanzioni comminategli dal CIO e restituendogli quindi la medaglia d'oro. 
A causa di tale contenzioso non poté tuttavia prendere parte alla rassegna olimpica di Pyeongchang 2018.

### Campionati mondiali ed europei

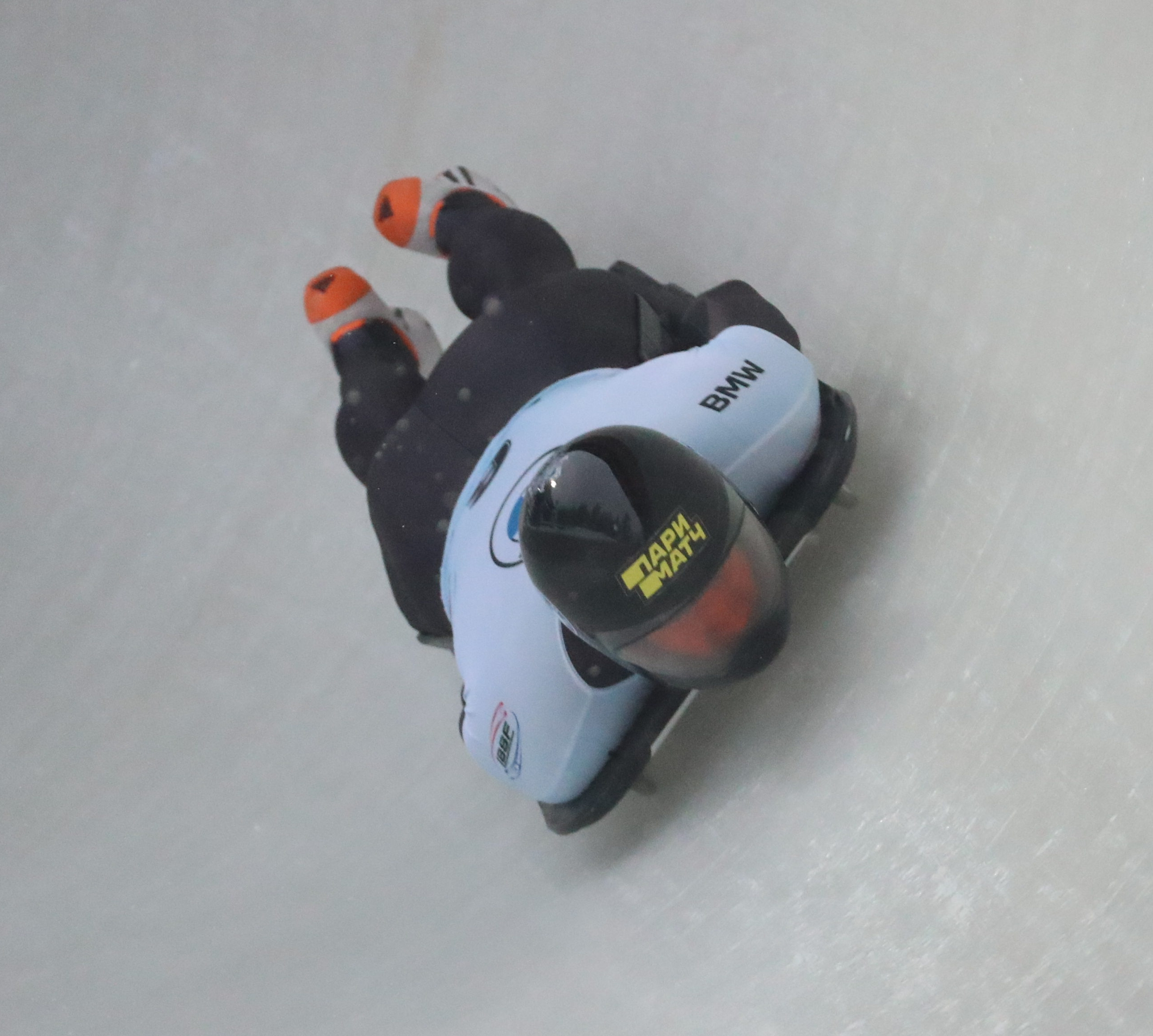
Aleksandr Tret'jakov in gara nel singolo ai campionati mondiali di Altenberg 2021, dove vinse la medaglia d'argento

Ha altresì partecipato a undici edizioni consecutive dei campionati mondiali conquistando un totale di nove medaglie, di cui una d'oro. Nel dettaglio i suoi risultati nelle prove iridate sono stati, nel singolo: quinto a Sankt Moritz 2007, nono ad Altenberg 2008, medaglia di bronzo a Lake Placid 2009, medaglia d'argento a Schönau am Königssee 2011, dodicesimo a Lake Placid 2012, medaglia d'oro a Sankt Moritz 2013, medaglia d'argento a Winterberg 2015, medaglia d'argento a Igls 2016, quarto a Schönau am Königssee 2017, sesto a Whistler 2019, ottavo ad Altenberg 2020 e medaglia d'argento ad Altenberg 2021; nella gara a squadre: quinto ad Altenberg 2008, sesto a Schönau am Königssee 2011, ottavo a Lake Placid 2012, medaglia di bronzo a Winterberg 2015, medaglia d'argento a Igls 2016, quarto a Schönau am Königssee 2017, dodicesimo ad Altenberg 2020 e medaglia di bronzo ad Altenberg 2021.
Ha vinto inoltre otto medaglie ai campionati europei, di cui due ori, ottenuti a Schönau am Königssee 2007 e a Winterberg 2021, due argenti e quattro bronzi.

### Riconoscimenti
A seguito della medaglia di bronzo olimpica vinta a Vancouver 2010 è stato decorato della Medaglia dell'ordine al merito per la Patria (II classe); dopo la vittoria nella rassegna olimpica di Soči 2014 è stato inoltre insignito dell'Ordine dell'Amicizia.

## Palmarès

### Olimpiadi
- 2 medaglie:
  - 1 oro (singolo a Soči 2014);
  - 1 bronzo (singolo a Vancouver 2010).

### Mondiali
- 9 medaglie:
  - 1 oro (singolo a Sankt Moritz 2013);
  - 5 argenti (singolo a Schönau am Königssee 2011; singolo a Winterberg 2015; singolo, gara a squadre ad Igls 2016; singolo ad Altenberg 2021);
  - 3 bronzi (singolo a Lake Placid 2009; gara a squadre a Winterberg 2015; gara a squadre ad Altenberg 2021).

### Europei
- 8 medaglie:
  - 2 ori (singolo a Schönau am Königssee 2007; singolo a Winterberg 2021);
  - 2 argenti (singolo ad Igls 2013; singolo a La Plagne 2015);
  - 4 bronzi (singolo ad Igls 2010; singolo a Winterberg 2011; singolo a Winterberg 2017; singolo a Innsbruck 2019).

### Mondiali juniores
- 3 medaglie:
  - 2 ori (singolo ad Igls 2007; singolo ad Igls 2008);
  - 1 argento (singolo ad Altenberg 2007).

### Coppa del Mondo
- Vincitore della classifica generale nel 2008/09 e nel 2018/19;
- 68 podi (66 nel singolo, 2 nelle gare a squadre):
  - 22 vittorie (tutte nel singolo);
  - 24 secondi posti (tutti nel singolo);
  - 22 terzi posti (19 nel singolo, 2 nelle gare a squadre).

#### Coppa del Mondo - vittorie
| Data             | Luogo                | Paese       | Disciplina |
| ---------------- | -------------------- | ----------- | ---------- |
| 19 gennaio 2007  | Igls                 | Austria     | singolo    |
| 16 febbraio 2007 | Winterberg           | Germania    | singolo    |
| 11 febbraio 2009 | Park City            | Stati Uniti | singolo    |
| 12 febbraio 2009 | Park City            | Stati Uniti | singolo    |
| 9 dicembre 2010  | Park City            | Stati Uniti | singolo    |
| 6 dicembre 2013  | Park City            | Stati Uniti | singolo    |
| 17 gennaio 2015  | Schönau am Königssee | Germania    | singolo    |
| 15 febbraio 2015 | Soči                 | Russia      | singolo    |
| 16 dicembre 2016 | Lake Placid          | Stati Uniti | singolo    |
| 28 gennaio 2017  | Schönau am Königssee | Germania    | singolo    |
| 14 dicembre 2018 | Winterberg           | Germania    | singolo    |
| 4 gennaio 2019   | Altenberg            | Germania    | singolo    |
| 16 febbraio 2019 | Lake Placid          | Stati Uniti | singolo    |
| 23 febbraio 2019 | Calgary              | Canada      | singolo    |
| 13 dicembre 2019 | Lake Placid          | Stati Uniti | singolo    |
| 10 gennaio 2020  | La Plagne            | Francia     | singolo    |
| 24 gennaio 2020  | Schönau am Königssee | Germania    | singolo    |
| 11 dicembre 2020 | Innsbruck            | Austria     | singolo    |
| 8 gennaio 2021   | Winterberg           | Germania    | singolo    |
| 29 gennaio 2021  | Innsbruck            | Austria     | singolo    |
| 19 novembre 2021 | Innsbruck            | Austria     | singolo    |
| 10 dicembre 2021 | Winterberg           | Germania    | singolo    |

### Circuiti minori

#### Coppa Intercontinentale
- Miglior piazzamento in classifica generale: 11º nel 2014/15 e nel 2015/16;
- 8 podi (nel singolo):
  - 5 vittorie;
  - 3 secondi posti.

#### Coppa Nordamericana
- Miglior piazzamento in classifica generale: 2º nel 2013/14;
- 4 podi (nel singolo):
  - 3 vittorie;
  - 1 secondi posti.